# Ďurková (Niżne Tatry)

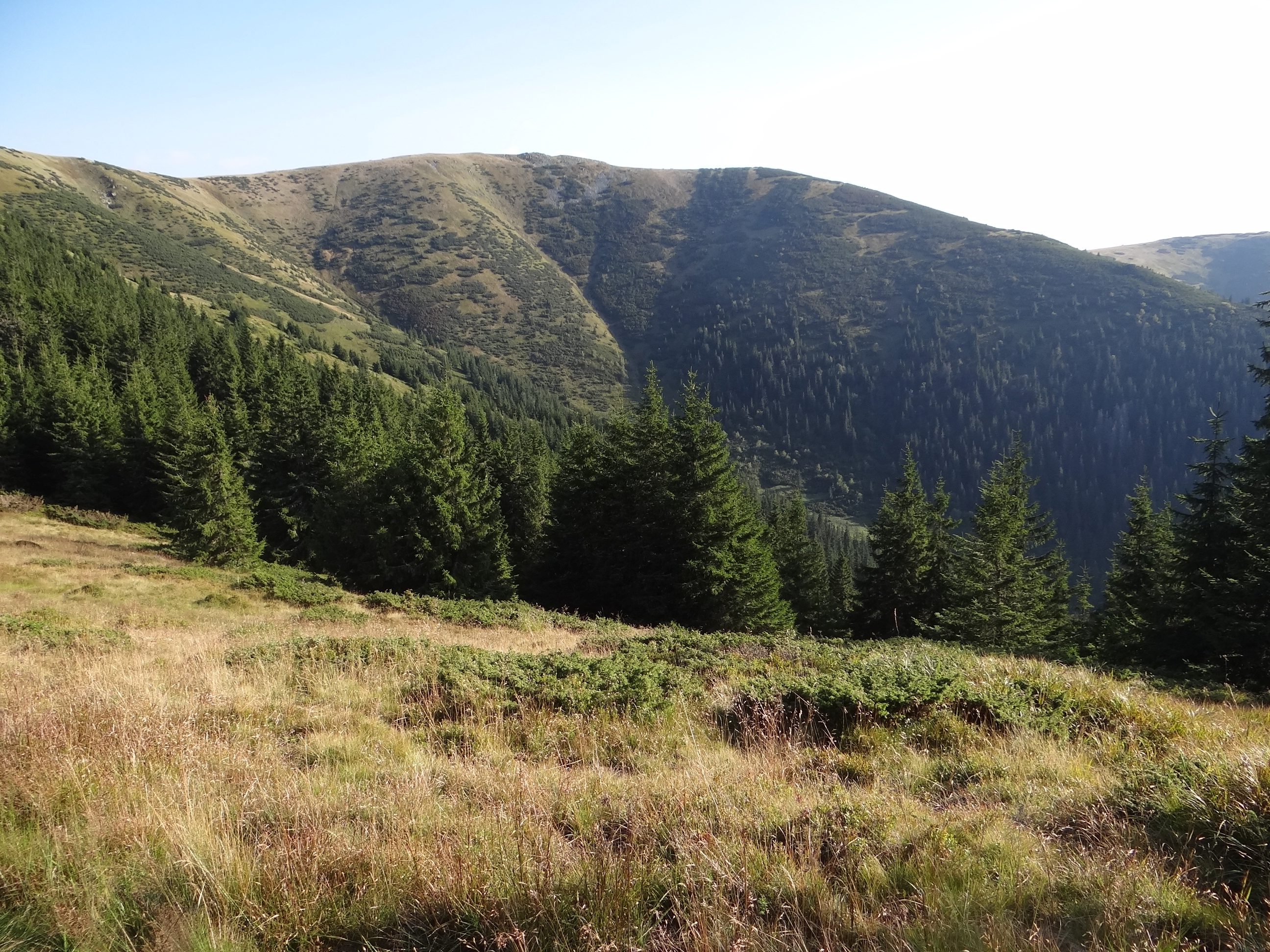
Ďurková od północy

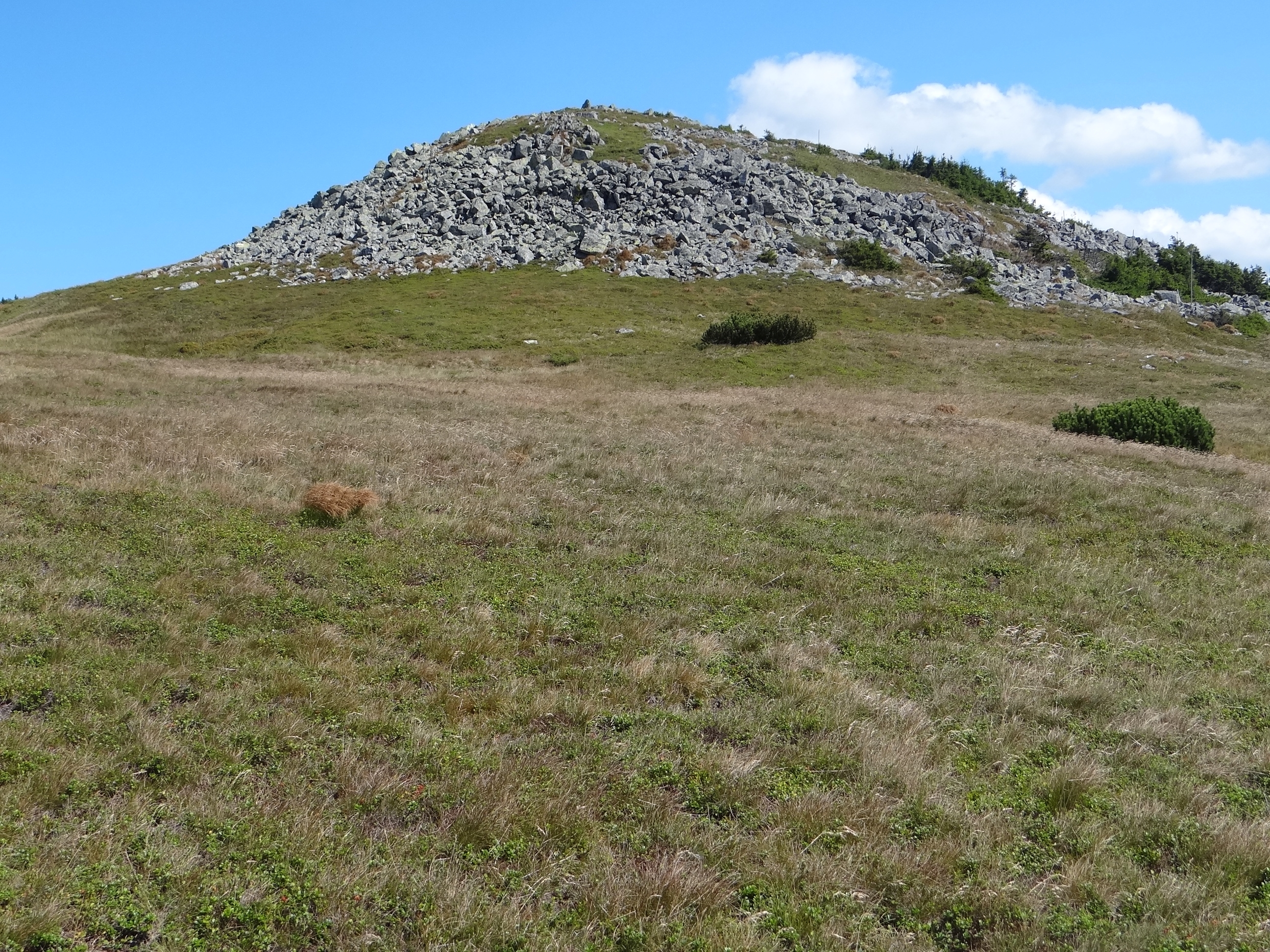
Szczyt Ďurkovej

Ďurková (1750 m) – szczyt w Niżnych Tatrach na Słowacji. Znajduje się w zachodniej części Niżnych Tatr, w ich głównym grzbiecie, pomiędzy Magurką (1650 m) na zachodzie a Chabencem (1955 m) na północnym wschodzie. Od Magurki oddziela go płytkie, bezimienne i trawiaste siodło, od Chabenca – szerokie, również halne Siodło Dziurkowej (1709 m).

## Geologia i morfologia
Mało wybitny szczyt Ďurkovej zbudowany jest z granitów, które jednak wychodzą na powierzchnię w formie wielkich bałwanów jedynie w północnej i zachodniej części spiętrzenia. W kierunku południowym od szczytu wybiega boczny grzbiet, który poprzez przełęcz Struhárske sedlo (1355 m), masywny Struhár (1471 m) i Obrštín (1008 m) opada w widły Łomnistej i Jaseniańskiego Potoku. Stoki Ďurkovej są dość strome, od północy tworzą krótki grzbiet ograniczony dwoma żlebami, którymi spływają źródłowe cieki potoku Ľupčianka.

## Przyroda ożywiona
Wierzchołek pokrywa roślinność halna, na północnych stokach wysoko pod szczyt pochodzą zarośla kosodrzewiny.
Ďurkova leży na terenie Parku Narodowego Niżne Tatry.

## Turystyka
Przez szczyt, głównym grzbietem Niżnych Tatr, biegnie czerwono znakowany, dalekobieżny szlak turystyczny, zwany Szlakiem Bohaterów Słowackiego Powstania Narodowego. Na południowo-wschodnich stokach znajduje się schron Ďurková.
  odcinek: Chopok – Deresze – sedlo Poľany – Poľana – Krížske sedlo – Kotliská – Chabenec. Czas przejścia: 2.25 h, ↓ 2.55 h
  odcinek: Sedlo pod Skalkou – Veľká hoľa – Latiborská hoľa – Sedlo Latiborskej hoľe – Sedlo Zámostskej hole – Ďurková – Sedlo Ďurkovej. Czas przejścia: 4.30 h, ↓ 3.20 h